# Caecilia pressula
Caecilia pressula é uma espécie de anfíbio gimnofiono. É endémica da Guiana, onde é conhecida apenas da sua localidade-tipo, em Rupununi. Habita em floresta primária.